# Raquis
Raquis (em italiano: Rachi; em latim: Rachis) foi o duque do Friul de 739 a 744 e rei dos lombardos de 744 a 749.
A região ou ducado do Friul, cuja capital Údine, era pertencente ao Patriarcado de Aquileia e era de domínio lombardo
Após a morte do rei Liuprando em 744, Raquis até então duque de Friul (739 - 744), se converteu no novo rei lombardo, após derrocar Hildebrando, o sucessor direto ao trono.
Segundo Paulo, o Diácono, ele fora neto de Bilão, de Beluno e filho do duque Pemo de Friul (706-739), tivera como irmãos Racaito e Astolfo e casara-se com uma cidadã romana de nome Tássia.
Governou em paz até quando se viu cercado, por razões desconhecidas, na Perúsia (atual Perúgia) e só se viu liberto quando, graças à intervenção do papa Zacarias, o cerco foi levantado. Raquis então abdicou e, juntamente com a família (esposa e filha), fizeram votos ante o papa e seguiram a vida monacal, na Abadia do Monte Cassino. Ele foi sucedido no trono pelo irmão Astolfo, neste mesmo ano (749).
Após a morte de Astolfo em 756, tentou novamente reinar sobre os lombardos, porém foi derrotado por Desidério, e se retirou novamente, desta vez num claustro.